# Xiphiola
Xiphiola is een geslacht van rechtvleugeligen uit de familie veldsprinkhanen (Acrididae). De wetenschappelijke naam van dit geslacht is voor het eerst geldig gepubliceerd in 1896 door Bolívar.

## Soorten
Het geslacht Xiphiola omvat de volgende soorten:
- Xiphiola borellii Giglio-Tos, 1900
- Xiphiola cyanoptera Gerstaecker, 1889